# Tredje Esra
Tredje Esra är en skrift, skriven på grekiska, från det första århundradet f.Kr. och som av vissa ortodoxa kyrkor räknas som en del av Gamla Testamentets kanon.

## Esraböckernas numrering
Att den här aktuella skriften kallas "Tredje Esra" beror på att Hieronymus när han skapade sin version av Vulgata på 300-talet gav två böcker namnet Liber I Edsrae ("Första Esraboken") respektive Liber II Edsrae ("Andra Esraboken"). Dessa böcker kallas  numera Esras bok och Nehemjas bok och ingår i Gamla Testamentets kanon. På så sätt blev den nu aktuella skriften Tredje Esra (en förkortning av "Tredje Esraboken"). Hieronymus hade med ytterligare en bok med anknytning till profeten Esra, som han kallade den Fjärde Esra. De två första kapitlen i "Fjärde Esra" kallas ibland "Femte Esra" och de två sista kapitlen i "Fjärde Esra" kallas ibland "Sjätte Esra". 
I den grekiska översättningen Septuaginta från 200-talet f.Kr. var de (i alla traditioner) kanoniska skrifterna Esras bok och Nehemjas bok en enda bok. Senare översättningar har i allmänhet skilt dem åt. 
För att skilja de skrifterna, som allmänt räknas som kanoniska, från den här aktuella skriften kallas den här skriften i anglikansk tradition för "First Esdra".
Även i den rysk-ortodoxa kyrkobibeln är de kanoniska Esras bok och Nehemjas bok två skilda skrifter. För att skilja den här aktuella skriften, Tredje Esra, från den kanoniska så bär denna skrift där titeln Andra Esra.

## Innehåll
Tredje Esra (grek. Esdras)  berättar om samma händelser som svenska biblars bok Esra, d.v.s. hur folket får återvända från exilen och bygger upp templet. I Tredje Esra finns dock ett tillägg, avsnittet 3 Esra 3-5 med berättelsen om en tävling om vad som är starkast i världen och som vinns av Serubbabel. Numrering av kapitel och verser är en annan i Tredje Esra än i Esras bok. Tredje Esra börjar med det som är slutet på den hebreiska bibeln, nämligen  Andra Krönikeboken kapitel 35-36. Även i  svenska biblar börjar Esras bok med slutet på Andra Krönikeboken, men bara helt kort.  Händelsemässigt utgör  Esras bok och Nehemjas bok en fortsättning på Andra Krönikeboken och har därför i svenska biblar placerats efter Andra Krönikeboken. I den hebreiska bibeln (med Andra Krönikeboken sist och med Esras bok före) finns i början av Esras bok de sista raderna i Andra Krönikeboken för att markera att här finns fortsättningen.  
Tredje Esra utgör nedslag av samma berättartradition som de hebreiska Krönikeböckerna, Esra och Nehemja. Denna tradition har i Septuaginta splittrats upp. En del forskare, t.ex. W. F. Albright och Edwin M. Yamauchi, anser att Nehemiah återvände till Jerusalem före Ezra.
Den persiske kungen Xerxes, som nämns i Esra 4:6, är troligen Xerxes I som skulle ha regerat mellan Dareios och Artaxerxes. Eftersom detta inte är historiskt korrekt så anser en del forskare att det är någon annan kung som avses.  I Tredje Esra finns ett avsnitt före berättelsen i Esra som placerar de persiska kungarna i rätt historisk ordning, först Kyros den store (Kyros II 559–530 f.Kr.?) sedan Dareios den store (Dareios I 522-485 f.Kr.?) och slutligen Artaxerxes (Artaxerxes I 464-424 f.Kr.?)
I Tredje Esra kan man se en vanlig litterär struktur: kiasm. Den består här av kärnan (X), omgiven av innerskalet (B före och efter X), ett ytterligare skal (A före och efter B) samt ytterligare ett skal som omsluter hela strukturen. Varje del har likartat innehåll.  

## Tillkomst
Josefus kände till, och använde sig av, Tredje Esra när han författade sin judiska historia. Nutida bibelvetare anser Tredje Esra vara redigerad under århundradet före vår tideräkningens början.

## Plats i kanon
Till sin latinska översättning av bibeln, Vulgata gjorde Hieronymus en inledning som förklarade att boken inte fanns med i den hebreiska bibeln. Under medeltiden tog man i allmänhet inte notis om detta. Det var först vid det Tridentinska mötet som man 1546 gjorde upp en lista på vilka böcker som skulle ingå i den romersk-katolska kyrkans kanon. Då uteslöts Tredje Esra.
Tredje Esra ingår (under namnet Andra Esra) i de rysk-ortodoxa och georgisk-ortodoxa kyrkobiblarnas kanon. I anglikanska kyrkan har inställningen varit vacklande till Tredje Esra. Man har betonat att den inte ingår i den hebreiska bibeln, men under namnet First Esdras finns den t.ex. med i King James Bible 1611 som  apokryfisk skrift. De lutherska och reformerta kyrkorna har hållit sig till den hebreiska bibelns skildring i Esras bok och räknar inte med Tredje Esra vare sig som kanon eller som tillägg.